# Баскольський сільський округ (Бескарагайський район)
Баско́льський сільський округ (каз. Баскөл ауылдық округі, рос. Баскольский сельский округ) — адміністративна одиниця у складі Бескарагайського району Абайської області Казахстану. Адміністративний центр — село Карагайли.
Населення — 1382 особи (2021; 1800 у 2009, 2141 у 1999, 2415 у 1989).
Станом на 1989 рік існувала Баскольська сільська рада (села Басколь, Березовка, Букебай, Новоніколаєвка) з центром у селі Новоніколаєвка. Пізніше село Березовка було передане до складу Великовладимировського сільського округу.

## Склад
До складу округу входять такі населені пункти:
| Населений пункт | Старі назви                     | Населення, осіб (1989) | Населення, осіб (1999) | Населення, осіб (2009) | Населення, осіб (2021) |
| --------------- | ------------------------------- | ---------------------- | ---------------------- | ---------------------- | ---------------------- |
| Башкуль, село   | Басколь                         | 683                    | 603                    | 500                    | 361                    |
| Букебай, село   | -                               | 399                    | 390                    | 345                    | 269                    |
| Карагайли, село | Новоніколаєвка, Нова Ніколаєвка | 1333                   | 1148                   | 955                    | 752                    |